# Loxodontomys
Loxodontomys ist eine im südlichen Südamerika lebende Nagetiergattung aus der Gruppe der Neuweltmäuse. Sie umfasst 2 Arten.
Diese mäuseähnlichen Tiere erreichen eine Kopfrumpflänge von 11 bis 16 Zentimeter, der Schwanz wird 8 bis 12 Zentimeter lang. Das Gewicht beträgt 45 bis 105 Gramm. Ihr Fell ist graubraun gefärbt, wobei die Unterseite etwas heller ist.
Diese Tiere leben im mittleren und südlichen Chile sowie im südwestlichen Argentinien. Sie bewohnen verschiedene Lebensräume wie Grasländer und Wälder. Sie dürften auf Gebiete mit dichtem Bodenbewuchs beschränkt sein und kommen bis in 3000 Meter Seehöhe vor.
Es sind nachtaktive Tiere, die ihre eigenen Erdbaue graben. Sie klettern auch häufig auf Bäume. Ihre Nahrung besteht aus Blüten, Pilzen und grünen Pflanzenteilen.
Zwei Arten werden unterschieden, Loxodontomys pikumche im Norden und Loxodontomys micropus im Süden des Verbreitungsgebietes. L. pikumche wurde erst 1998 erstbeschrieben.
Traditionell wird die Gattung Loxodontomys als naher Verwandter der Großohrmäuse (Auliscomys) betrachtet, andere Studien platzieren sie hingegen in der Nähe der Kaninchenratten (Reithrodon).